# Vittorio Rifranti
Vittorio Rifranti (Milano, 23 febbraio 1966) è un regista italiano.

## Biografia
Vittorio Rifranti nasce a Milano. Durante il Liceo Classico, frequentando un cineforum scolastico, scopre la passione per il cinema. Realizza alcuni cortometraggi in Super 8 e frequenta la Scuola di cinema di Milano e Ipotesi Cinema, il laboratorio creato da Ermanno Olmi. 
Si laurea con lode in Lettere Moderne all'Università di Milano e pubblica due saggi di Storia contemporanea.
Nel 1992 realizza il mediometraggio L'attesa, che viene selezionato in concorso ad Anteprima per il Cinema Indipendente Italiano di Bellaria. Alla rassegna cinematografica di Castrocaro vince il Fotogramma d'Oro come Miglior Film, il Premio al Miglior Attore e il Premio alla Migliore Attrice. Nel 1993 la rivista Filmcritica lo segnala come uno dei lavori più interessanti del giovane cinema italiano.
Nel 1998 dirige in collaborazione con Giovanna Gasparini il documentario I giorni liberi sulle memorie dei partigiani dell'area milanese, grazie al quale vince il Premio FEDIC 1998 come Miglior Giovane Autore.
Nel 1999 inizia la sua attività di insegnante di cinema, prima in un laboratorio all'interno del Carcere di San Vittore, poi in diverse realtà didattiche. In seguito alterna l'attività di regista con quella di docente di regia presso la Civica Scuola di cinema "Luchino Visconti" di Milano, l'Università IULM e l'Istituto Cinematografico "Michelangelo Antonioni" di Busto Arsizio.
Nel 2004 realizza Lo sguardo nascosto, che viene segnalato dalle riviste Cineforum e Sentieri selvaggi e presentato in diverse rassegne. 
Con Tagliare le parti in grigio (2007) vince il Pardo come Migliore Opera Prima al 60º Festival di Locarno. Il film viene selezionato in concorso in diversi festival, tra cui il Festival Internazionale di Città del Messico, il Festival Internazionale del Cinema Indipendente di Buenos Aires e il Raindance Film Festival di Londra. 
Nel 2010 la rivista Cineforum dedica un Focus speciale al suo cinema.
Nel 2018 realizza I passi leggeri. Il film viene presentato in concorso a "Rivelazioni", rassegna organizzata dalla Cineteca di Milano, al "Laceno d'oro" di Avellino, festival internazionale di cinema del reale, ad "Aquerò - Lo spirito del cinema" e ottiene la nomination come Miglior Film al "Prague Film Awards 2020". Viene selezionato anche al Festival di Barcellona 2020, dove viene nominato nella rosa di 5 film candidati al Premio come Miglior Film. 
Nel 2019 realizza il cortometraggio 2068, prodotto dall'Istituto Cinematografico Michelangelo Antonioni e dai Lyons.
Nel 2020 gira La guarigione, cortometraggio prodotto dall'Istituto Cinematografico Michelangelo Antonioni, che vince il Premio per il Migliore Cortometraggio al Rameshwaram Film Festival, la Menzione d'Onore al London Seasonal Short Film Festival, il Premio alla Migliore Fotografia di Francesco Diaz al Kosice Film Festival e viene selezionato in concorso in diversi festival italiani e internazionali.
Nel 2022 realizza Ferite, prodotto dalla Independent Movie Productions (Svizzera), in coproduzione con la Cactus Production e la Limeline (Italia), che viene presentato in anteprima internazionale al HOF International Film Festival nell'ottobre 2022 e in seguito al Capri Hollywood 2022. Il film esce nelle sale il 29 marzo 2023. 
Nel 2023, al termine di un corso di recitazione, realizza con i giovani attori il cortometraggio A cuore aperto, prodotto dal Comune di Castelnuovo Scrivia.
Il 13 marzo 2025 esce nelle sale Altrove, prodotto da Engagement e App Movie con il Ministero della cultura e la Genova Liguria Film Commission.
Nell'agosto 2025 escono in DVD tutti i lungometraggi.

## Filmografia
- L'attesa - mediometraggio (1992)
- I giorni liberi - documentario (1998)
- Lo sguardo nascosto (2004)
- Tagliare le parti in grigio (2007)
- I passi leggeri (2018)
- 2068 - cortometraggio (2019)
- La guarigione - cortometraggio (2020)
- Ferite (2022)
- A cuore aperto - cortometraggio (2023)
- Altrove (2025)

## Riconoscimenti
Fotogramma d'oro a L'attesa alla Rassegna Cinematografica di Castrocaro (1992)
Premio FEDIC Miglior Giovane Autore (1998)
Pardo per la Migliore Opera Prima a Tagliare le parti in grigio al 60º Festival di Locarno (2007)
Best short film a La guarigione al Rameshwaram International Film Festival (2021)
Honorable Mention a La guarigione al London Seasonal Short Film Festival (2021)